# 크라이스츠 칼리지 (케임브리지 대학교)
크라이스츠 칼리지(Christ's College)는 케임브리지 대학교에 안에 있는 학교로 1437년 윌리엄 빙햄에 의해 '하나님의 집'으로 명명되어 설립되었다. 1505년에 마가렛 뷰포트의 기부로 지금의 크라이스츠 칼리지로 개명되었다. 이 학교의 졸업생에는 찰스 다윈, 존 밀턴 등이 있다.
16세기에는 윌리암 퍼킨스, 리차드 십스, 존 프레스톤, 토머스 굿윈과 같은  청교도들의 활약으로 청교도신학의 전성기를 이루었다.
케임브리지 대학교 안에서 가장 높은 학업 수준으로 유명하다.